# اركا دي ليما
'أُرْكا دي ليما' هي سفينة اسبانية غرقت في فورت بيرس، فلوريدا، الولايات المتحدة. كانت جزء من اسطول الكنز الاسباني عام 1715؛ واحدة من اسطول الكنز الاسباني الهائل الذي ابحر بين الإمبراطورية الإسبانية ومستعمراتها في الامريكيتين عام 1715.
بعد عام من غرقها عام 1715 اعترض القراصنة هينري جيننغز وتشارلز فاين سفينة الرسائل التي كانت تحمل رسالة كتبت من "Pedro de la Vega" قبطان السفينة الغارقة بين فيها موقع غرق السفينة الدقيق. فاجئ القراصنة الحامية الاسبانية الصغيرة حول الحطام بهجوم كبير على الموقع ولم يكن للجنود الاسبان خيار سوى الاستسلام لهم. سرق تشارلز فاين وهينري جيننغز ما مقداره 87,500 جنيه استرليني من الذهب والفضة.
اكتشف الحطام عام 1987 وتم تصنيفه في السجل الوطني للأماكن التاريخية التابع للامم المتحدة.